# Selce Keč
Selce Keč (makedonsky: Селце Кеч, albánsky: Sellcë e Keqe) je vesnice v Severní Makedonii. Nachází se v opštině Bogovinje v Položském regionu.

## Demografie
Podle sčítání lidu z roku 2002 žije ve vesnici 212 obyvatel albánské národnosti.
| Rok          | 1929 | 1948 | 1953 | 1961 | 1971 | 1981 | 1994 | 2002 |
| ------------ | ---- | ---- | ---- | ---- | ---- | ---- | ---- | ---- |
| Obyvatelstvo | 203  | 243  | 275  | 263  | 328  | 415  | 308  | 212  |